# Nono García
Nono García (Barbate, Cádiz, 1959) es un guitarrista español de jazz y flamenco.

## Historial
En Granada, en cuya Universidad estudiaba filosofía, se inició profesionalmente acompañando a los cantautores del Manifiesto Canción del Sur. En 1980 realiza su primera gira junto a Carlos Cano, tocando también con Antonio Mata, Enrique Moratalla y Aurora Moreno. Durante su estancia en Granada compone música para montajes teatrales y colabora en la peña flamenca "La Platería". También formó parte del grupo de jazz rock y rock andaluz, La Banda del Tío Paco. Trasladado a Madrid, actúa en clubes de jazz junto a su paisano Tito Alcedo, con el que también realiza giras europeas, y acompañó a Elisa Serna. Más tarde, asentado en Bélgica, se le unen el guitarrista Antonio Toledo y el pianista Chano Domínguez, que participará en la grabación de su primer trabajo, Las Quimeras del Momento. En este periodo, estudia en la sección de jazz del conservatorio de Bruselas.
En 1988 se une al grupo belga Vaya Con Dios, con el que realiza varias giras mundiales. Después creó su primer cuarteto, "Nono García Belgian Band" y colaboró con músicos de África, Hungría y Brasil ("Cheiro de Choro"), grabando varios discos.
Regresó a Madrid en el año 1996, donde impartió clases en la Escuela de Música Creativa. A partir de su regreso, colaboró y grabó junto a cantantes como Martirio, Gema y Pavel, Javier Ruibal, Gladstone Galliza, Clara Montes, Las Hijas del Sol, Carmen París, el timplista José Antonio Ramos, el proyecto Digitano, así como en diferentes largometrajes y documentales. Junto al armonicista Antonio Serrano, ha actuado en diferentes ciudades del mundo.
En 2001 ve la luz su segundo disco, Atún y Chocolate, producido por el actor Gabino Diego. En este disco participan la cantaora Eva Duran y músicos como Jorge Pardo, Guillermo McGill, Tino de Geraldo, Javier Colina y Tomasito, entre otros. En 2002 recibe el Premio Mejor Disco Guitarra Solista Revelación en la 3ª Edición de los Premios de la Crítica Flamenco Hoy. En el 2004 recibe el encargo de Pablo Carbonell para componer la banda sonora de la película que recibiría el mismo título que su disco, "Atún y Chocolate", y cuya canción principal canta su propia hija Ester García. 
Nono García realizó la dirección musical y arreglos para el espectáculo "Abraçados", que el bailador David Morales Ramírez estrenó en el Festival de Jimena (2005).

## Estilo
La música de Nono García se caracteriza por lo natural de su fusión y por el color de los instrumentistas de jazz que aportan originalidad y frescura a sus composiciones. Con frecuencia desarrolla adaptaciones de temas clásicos del jazz, la copla, músicas sudamericanas y el cante jondo. Es un guitarrista versátil, además de pionero, que destaca por su clara inspiración flamenca.

## Discografía
- Las quimeras del momento (Quetzal, 1992)
- Atún y Chocolate Sorondongo, 2001)
- Atún y Chocolate B.S.O Warner-Dro, 2004)
- Al filo de la media noche (18 Chulos, 2008)
- Viaje a la Breña (YOUKALI MUSIC, 2013)
- Coplas Mundanas (YOUKALI MUSIC, 2011) Celia Mur
- Radio Pesquera (El Volcán Música, 2014) Pablo Novoa
- Titonete (YOUKALI MUSIC, 2018) Tito Alcedo

## Música de películas
- Visions of Europe (2004)
- Atún y chocolate (2004)

## Colaboraciones
- Vaya con Dios (1989)
- Coplas de Madrugá (Martirio, 1997)
- Mucho Corazón (Martirio, 2001)
- Hecho a mano (Chano Domínguez, 1996)